# Oberfischbach (Freudenberg)
Oberfischbach is een plaats in de Duitse gemeente Freudenberg (Siegerland), deelstaat Noordrijn-Westfalen.

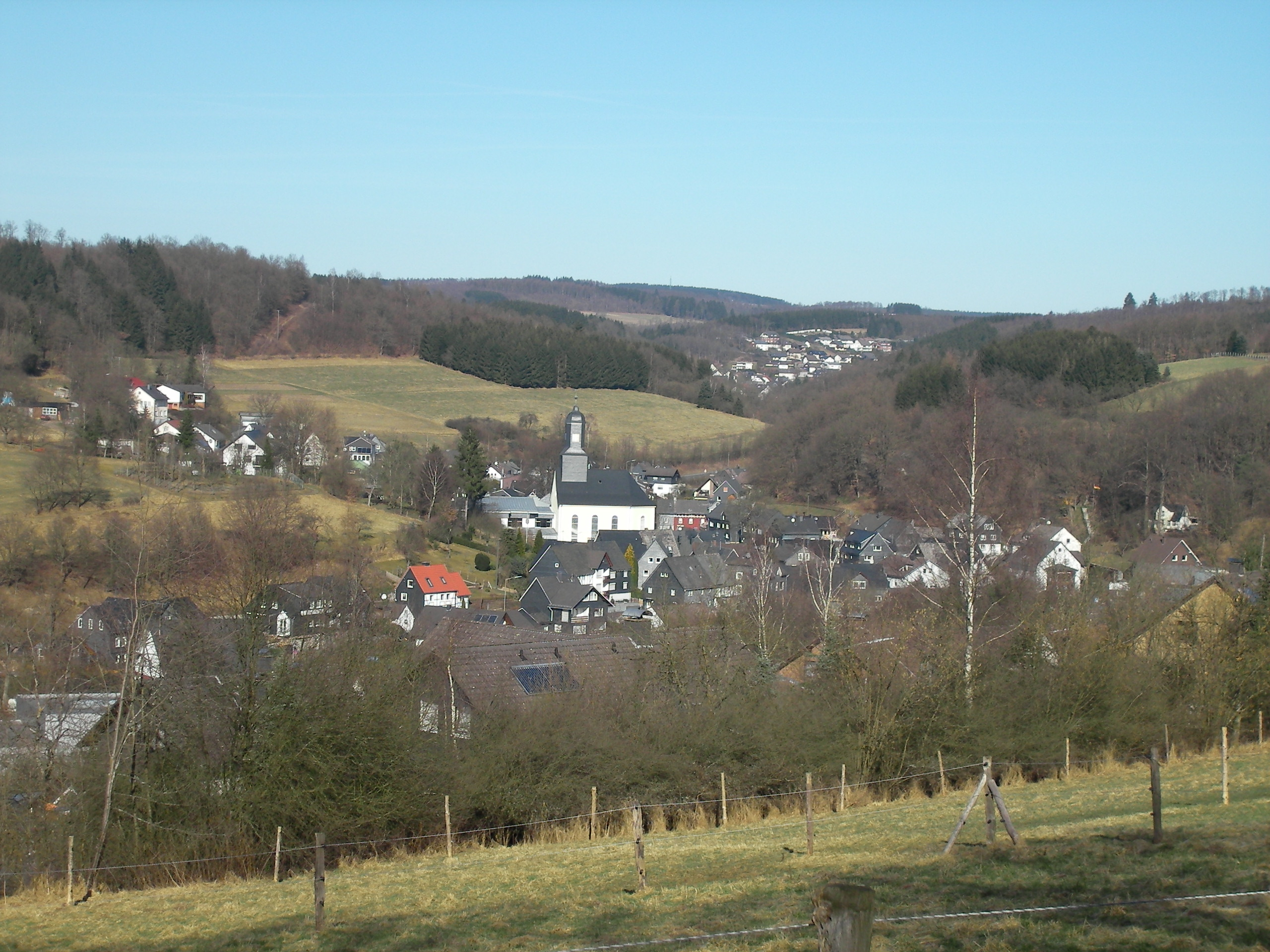
Oberfischbach